# Ha (canção)
"Ha" é um single de 1998 do rapper Juvenile, do seu terceiro álbum 400 Degreez. Foi produzido por Mannie Fresh. A canção é notável por seu rap único, Juvenile termina todos os versos com "Ha". O refrão da canção é um verso retirado do single anterior "Solja Rags".
O video clipe foi filmado em Nova Orleans, Louisiana; no conjunto habitacional Magnolia Projects. Mostra diferentes aspectos da vida no gueto.
"Ha" alcançou #16 na parada Hot R&B/Hip-Hop Singles & Tracks da Billboard e #68 na Billboard Hot 100. Esta canção, junto com "Back That Thang Up" e "Bling Bling" de B.G., colocou Cash Money Records, antes uma gravadora pouco conhecida de Nova Orleans, no mainstream.
Dois remixes foram gravados e também lançados em 400 Degreez. O primeiro tem batida e letras diferentes, e apresentou os membros dos Hot Boys B.G., Lil Wayne e Turk. O segundo tem a mesma batida mas letras diferentes e apresentou Jay-Z. Jay-Z foi o único convidado no álbum que não era da Cash Money Records.